# Hans Furrer (Pädagoge)
Hans Furrer (* 28. September 1946 in Zürich) ist ein Schweizer Sonderpädagoge, Erwachsenenbildner und Didaktiker.

## Leben
Furrer machte zuerst eine Berufslehre als Reproduktionsfotograf (1962–1966). Nach Abschluss des Abiturs im Fernstudium (1968) studierte er Mathematik, Chemie und Physik an der Universität Zürich und schloss 1973 mit dem 2. Vordiplom ab (was heute in etwa einem Bachelor entspräche).
Daneben hat er als Berufsfachschullehrer an der Schule für Gestaltung die Fächer Drucktechnik, Reprofotografie und Chemie unterrichtet. In diesem Zusammenhang besuchte er 1969 einen Semesterkurs in Drucktechnik an der Kunsthochschule in Dresden.
Anschliessend liess er sich am Lehrerseminar Zürichberg (heute Pädagogische Hochschule) zum Primarlehrer ausbilden und unterrichtete von 1975 bis 1980 an der Primarschule Auzelg in Zürich-Schwamendingen. Von 1980 bis 1986 war er pädagogischer Mitarbeiter an der Arbeitsstelle Mathematik des Pestalozzianums Zürich, wo er an den Mathematik-Lehrmitteln für die Primarschule mitarbeitete und Weiterbildungskurse für die neuen Lehrmittel leitete. In dieser Zeit unterrichtete er auch als Lehrbeauftragter für Mathematik-Didaktik an verschiedenen Lehrerbildungsanstalten in der Schweiz.
1981–1984 studierte er neben den obengenannten Tätigkeiten an der Universität Zürich Pädagogik, Sonderpädagogik und Mathematik und schloss diese Studien mit dem Lizentiat ab. Der Titel seiner Lizentiatsarbeit war „Die Interdependenz von Schule und Ökonomie in der Dritten Welt“. Die praktischen Erfahrungen zu diesem Thema machte er anlässlich verschiedener Forschungs- und Arbeitsaufenthalte in Mali, Togo, im Sudan, in Eritrea und in Kampuchea. Theoretisch geht er dabei aus von der ökonomischen Idee der "Self-reliance", wie sie in den 60er-Jahren in Tansania vertreten wurde und bis heute in Eritrea praktiziert wird und stützt sich dabei auf die Werke von Samir Amin und dessen Theorie der autozentrierten Entwicklung.
1984–1986 war er Lehrer an der Sonderschule der Stadt Zürich für Sehbehinderte und Blinde. In diesem Zusammenhang hat er 1985 in Orota, in den befreiten Gebieten Eritreas, mitgeholfen, eine Blindenschule aufzubauen und hat auch bei der Entwicklung der Brailleschrift in Tigrinya mitgewirkt.
Er promovierte 1986 bei Andreas Bächtold mit einer Arbeit in Sonderpädagogik mit dem Titel „Annäherungen an einen Behinderungsbegriff des kommunikativen Handelns“, in welcher er versuchte die Habermas'schen Kategorien 'Lebenswelt' und 'System' für eine Neufassung des Behinderungsbegriffs fruchtbar zu machen.
1986–1989 war er Lehrbeauftragter für Erziehungswissenschaft und Didaktik an der Abteilung für Fach- und Sekundarlehrerausbildung an der Universität Zürich. Ab 1989 baute er in Bern die Volkshochschule für Erwachsene mit kognitiver Beeinträchtigung auf, die heutige 'Volkshochschule plus', die er bis 1998 leitete und an welcher er bis heute Erwachsenenbildungskurse für kognitiv beeinträchtigte Menschen zu den verschiedensten Themen durchführt. In den 90er-Jahren war er Mitglied des erweiterten Präsidiums der internationalen Gesellschaft 'Erwachsenenbildung und Behinderung' und mehrere Jahre Redaktor der Zeitschrift 'Erwachsenenbildung und Behinderung'.
Nachdem er bereits 1969/70 als Reiseleiter tätig gewesen war (insbesondere in Bulgarien), führte er von 1994 bis 2018  im Rahmen der 'Volkshochschule plus' regelmässig Bildungs- und Kulturreisen für Ewachsene mit kognitiver Beeinträchtigung durch.
Ab 1994 war er Studienleiter am Berner Seminar für Erwachsenenbildung (BSE). Dort entwickelte er zusammen mit  Kollegen des BSE eine kompetenz- und ressourcenorientierte Didaktik der Erwachsenenbildung, das sogenannte „Berner Modell“. Ab 2005 und unterrichtete er an der „Akademie für Erwachsenenbildung“ in Bern, Luzern und Zürich die Fächer Didaktik, Entwicklungspsychologie und Sozialisation am Master-Lehrgang für 'Adult & Professional Education'.
2004–2007 studierte er orientalische Kulturwissenschaft (Islamwissenschaft) an der Universität Bern und schrieb Arbeiten zur Kolonialgeschichte von Libyen, zu Tigrinya und zur Geschichte des Buchdrucks im Islam. Diese Studien flossen 2023 auch in einen Essay zur islamischen Arbeitsethik ein, der im Zusammenhang mit einem gescheiterten Berufsbildungsprojekt im Senegal entstand.
Daneben war und ist er auch nach seiner Pensionierung (2011) in verschiedensten Bereichen der Erwachsenenbildung aktiv, unter anderem in Berufsbildung, Migration, Sonderagogik und der Begleitung von Kompetenz-Portfolios.

## Politisches und soziales Engagement
Seit den frühen 1960er-Jahren beteiligte sich Furrer in der Unterstützungsbewegung für den vietnamesischen Befreiungskampf und gegen die US-amerikanische Kriegsführung. (Seine antiimperialistische Gesinnung richtete sich nicht nur gegen den US-, sondern gleichzeitig auch gegen den Sowjet-Imperialismus. 1970 hielt er anlässlich der Einweihung einer Gedenktafel zum 100. Geburtstag Lenins in Primorsko in Bulgarien eine Rede, in welcher er die Sowjetunion beschuldigte, das Erbe Lenins verraten zu haben, was zu einer Intervention des bulgarischen Geheimdienstes KDS führte.)
Ab 1968 war er aktiv in der Lehrlings- und Studentenbewegung und der internationalen Solidaritätsbewegung. So war er zuerst Mitglied der Fortschrittlichen Arbeiter, Schüler und Studenten (FASS) und der Fortschrittlichen Studentenschaft an der Universität Zürich (FSZ) und in deren Nachfolgeorganisation Revolutionäre Aufbauorganisation Zürich (RAZ). In der auf die Studentenbewegung folgenden Parteiaufbau-Phase wurde er Gründungs- und Führungsmitglied der marxistisch-leninistischen „Kommunistischen Partei der Schweiz (KPS – Rote Fahne)“ und beteiligte sich aktiv in der Internationalen Solidarität gegen den Vietnamkrieg, den spanischen und griechischen Faschismus und gegen die fremdenfeindlichen Tendenzen in der Schweiz. So war er Gründungsmitglied und erster Präsident der Organisation der italienischen Immigranten in der Schweiz „Federazione Italiano degli Lavoratori Emigrati“ (FILE) einer Massenorganisation der PCmlI. Er war auch Mitglied des „Indochina-Komitees Zürich“ und später des „Komitees Demokratisches Kampuchea“.
All diese seine Tätigkeiten wurden von der Bundespolizei scharf beobachtet und anlässlich des sogenannten Fichenskandals von 1990 wurde ihm mitgeteilt, dass über ihn 2,7 kg Staatsschutzakten bestünden und diese wurden ihm teilweise offengelegt.
Furrer ist seit Ende der 1970er-Jahre auch Mitglied des „Schweizerischen Unterstützungskomitees für Eritrea“ (SUKE) und hat Eritrea verschiedentlich bereist und dort in Projekten mitgearbeitet. In den 1980er-Jahren war er ‚Secrétaire Pédagogique pour la cooperation pédagogique en Afrique’ des Schweizerischen Lehrerverbandes und hat Projekte in Mali, Togo und Zaïre geleitet und in Mali und Togo in der Lehrerweiterbildung unterrichtet.
Während einiger Jahre unterrichtete er mit einem kleinen Pensum an der ‚Vorlehre für junge Migranten’ in Bern Mathematik. In seiner Wohngemeinde Boll-Vechigen war er sowohl in der Kindergartenkommission als auch der Kulturkommission tätig und leistete auch Freiwilligenarbeit als Funktionär des Eishockeyclubs Boll.
Von 2012 bis 2016 war er periodisch als Teachers-Trainer für die Berufsschullehrer am „centre for vocational training“ (cvt) in Yangon (Myanmar) tätig. Das cvt ist eine Einrichtung einer privaten Stiftung, die in Myanmar in fünf Berufen das duale Berufsbildungssystem eingeführt hat. Furrer führte jährlich einen Monat lang das Teachers Training, d. h. die Weiterbildung der myanmarischen Berufsschullehrer durch. Die Schule wurde nach dem Militärputsch geschlossen. Einige Versuche sie wieder in Gang zu bringen sind an der Schikanen der myanmarischen MIlitärregierung gescheitert.
Im Herbst 2015 versuchte er die Schweizerische Direktion für Entwicklungszusammenarbeit (DEZA) dazu zu bewegen, in Eritrea den Aufbau einers Berufsbildungszentrums zu unterstützen. Nach mühseeliger Lobbyarbeit bei Parlamentariern und der Verwaltung im Aussendepartement und im Staatssekretariat für Migration, gelang es, von der DEZA eine Unterstützung im Umfang 2,5 Millionen Franken für ein dreijähriges Projekt zu erhalten. Damit wurde in Massawa (Eritrea) in Zusammenarbeit mit dem eritreischen Gewerkschaftsbund National Confederarion of Eritrean Workers (NCEW) ein erfolgreiches Berufsbildungszentrum aufgebaut, das nationale Ausstrahlung hatte und zu zwei weiteren Berufsschulen in Keren und Barentu führte. Es gelang, in der Berufsschule in Massawa ein exemplarisches Modell einer performanzorientierten Didaktik aufzubauen, die von den Erfahrungen der Lernenden ausgeht. Im Jahre 2024 hat Furrer die Projektleitung abgegeben und das Projekt wurde ganz in die Hände der  NCEW gegeben. 
Seit 2023 ist Furrer auch Mitglied des Vereins Safingforest, dessen Mission es ist, in Kenia, in der Region Mount Mtelo die durch Erosion gefährdeten Gebiete durch Wiederaufforstung zu sichern. Im Frühling 2025 hat Furrer, zusammen mit den ansässigen Bauern auf dem Mount Mtelo rund 1000 Bäume gepflanzt. Es ist geplant, die betroffenen Bauern in praktisch ausgerichteten Kursen zu einer nachhaltigen Landwirtschaft zu bewegen.

## Werk
Bereits in seinen frühen, kürzeren politischen Arbeiten nahm Furrer stets einen dezidiert antifaschistischen und antiimperialistischen Standpunkt ein. Diese Haltung kommt aber auch in seinen sonderpädagogischen und erwachsenenbildnerischen Schriften zum Ausdruck. Er ergreift darin immer implizit oder explizit für benachteiligte Menschen und Gruppen Partei, seien dies Menschen mit einer Beeinträchtigung, Migranten oder die Völker der Dritten Welt.
Als überzeugter und doch kritischer Marxist geht er in den meisten seiner Schriften aus vom Grundwiderspruch der heutigen Gesellschaft, der privaten Aneignung des gesellschaftlich erarbeiteten Wohlstandes. Immer wieder nimmt er Bezug auf das Warenkapitel des Marx'schen 'Kapital' und entwickelt einige seiner bildungs- und kulturkritischen Arbeiten aus dem Gegensatz von Gebrauchswert und Tauschwert. Mit Rückgriff auf die Arbeiten von Alfred Sohn-Rethel macht er diesen Widerspruch auch in seinen Arbeiten zur Entwicklung des Zahlbegriffs beim Kinde und in seiner Kritik des Qualitätsbegriffs fruchtbar. In verschiedenen Arbeiten versucht er die beiden Kategorien des Gebrauchs- und Tauschwertes mit der Genderfrage und der Habermas'schen Dualität von Lebenswelt und System in Einklang zu bringen. In der Genderfrage stützt er sich dabei auf die Wertabspaltungstheorie von Roswitha Scholz und Robert Kurz. Etwas vereinfacht kann gesagt werden, dass für ihn Qualität, Lebenswelt und Gebrauchswert eher weibliche, Quantität, System und Tauschwert eher männliche Kategorien sind. In diesem grösseren Ganzen muss auch seine Kritik am Zerfall der Bildung in der postmodernen Gesellschaft (u. a. durch die Bologna-Reform) und an der totalen – ja, totalitären – Ökonomisierung und Standardisierung aller Lebensbereiche gesehen werden (Big Data). Dabei wird auch seine Auseinandersetzung mit der kritischen Theorie, insbesondere mit Theodor W. Adorno, Walter Benjamin und Herbert Marcuse sichtbar. Für die philosophischen Arbeiten Furrers sind auch Ernst Bloch und Georg Lukács sehr wichtig. In seinen bildungspolitischen Schriften bezieht er sich auf Ivan Illich und Paolo Freire, bei dem er auch mehrere Seminare besuchte.
In seinen erwachsenenbildnerischen und didaktischen Schriften nimmt er Bezug auf die Tätigkeitstheorie und die Arbeiten der kulturhistorischen Schule (Wygotski, Leontjew aber auch auf Christel Manske). Dabei steht der Arbeitsbegriff im Zentrum. Als Marxist ist er der Ansicht, dass sich der Mensch durch seine Fähigkeit zur kreativen Arbeit vom Tier unterscheidet. Bildung kann sich der Mensch daher nur durch selbstintendiertes Tun zu Eigen machen. In seinem 'Berner Modell' und darauf Bezug nehmenden Arbeiten, versucht er dieses Menschenverständnis in einer ressourcenorientierten Didaktik umzusetzen.
In seinen neuesten Arbeiten zur Inklusion in der Erwachsenenbildung geht er zurück auf Hegel und dessen Anerkennungstheorie und verbindet diese mit Ansätzen von Judith Butler und Jessica Benjamin. In der kritischen Auseinandersetzung mit der Inklusion vertritt er die These, dass Inklusion nicht möglich ist, solange wir in einer Leistungsgesellschaft leben.
In seiner Beschäftigung mit Hegel interessiert ihn insbesondere die frühe Berner Periode und die Auseinandersetzung Hegels mit der französischen Revolution. Aus einem Romanprojekt, in welchem er eine fiktive Begegnung zwischen Hegel und Pestalozzi beschreiben wollte, entstand in langjähriger Arbeit eine dreibändige Collage, die unter dem Namen 'Das Internet des XVIII Jahrhunderts' herausgegeben werden sollte. Durch einen Manipulationsfehler beim Speichern des Manuskripts, ging dieses verloren und muss nun aus Fragmenten und provisorischen Ausrucken neu geschrieben werden. Es wird damit gerechnet, dass dies bis im Herbst 2026 fertiggestellt wird und zu seinem 80. Geburtstag herausgegeben werden kann.

## Schriften (Auswahl)
- Gesammelte Schriften Bd. 1.1 (2022). Erwachsenen- und Berufsbildung. Norderstedt: BoD. ISBN 9783755785668
- Gesammelte Schriften Bd. 1.2 (2022). Didaktik, Kompetenz und Performanz. Norderstedt: BoD. ISBN 9783753453729
- Gesammelte Schriften Bd. 2.1 (2022). Sonderpädagogik 1. Grundsätzliches. Norderstedt: BoD. ISBN 9783756200061
- Gesammelte Schriften Bd. 2.2 (2022). Sonderpädagogik 2. Artikel und Essays. Norderstedt: BoD. ISBN 9783756216628
- Gesammelte Schriften Bd. 2.3 (2022). Sonderpädagogik 3. Vorträge. Norderstedt: BoD. ISBN 9783756227426
- Gesammelte Schriften Bd. 3.1 (2022). Sozialpädagogik 1. Grundsätzliches. Norderstedt: BoD. ISBN 9783756232420
- Gesammelte Schriften Bd. 3.2 (2022). Sozialpädagogik 1. sozialpolitische Schriften. Norderstedt: BoD. ISBN 9783756294794
- Gesammelte Schriften Bd. 4.1 (2022). Schriften zum Globalen Süden 1. Norderstedt: BoD. ISBN 9783756819904
- Gesammelte Schriften Bd. 4.2 (2022). Schriften zum Globalen Süden 2. Afrika/Asien. Norderstedt: BoD. ISBN 9783756821723
- Gesammelte Schriften EBd 1.1 (2025). Vorlesungen 1. zu Piaget et al. Norderstedt: BoD.
- Gesammelte Schriften EBd 1.2 (2025). Vorlesungen 2. zu Makarenko et al. Norderstedt: BoD.
- Gesammelte Schriften EBd 2.1 (2025). Das Internet des XVII. Jahrhundert,1.Teil. Norderstedt: BoD. ISBN 978-3-7528-9950-4
- Gesammelte Schriften EBd 3.1 (2025). Die Tätigkeitstheorie. Norderstedt: BoD.
- Gesammelte Schriften EBd 4 (2024). Belletristik und Biografisches. ISBN 978-3-7693-0787-0
- Gesammelte Schriften EBd 5 (2025). Nachträge, Fragmente.
- Grundsätzliches zur Wehrpolitik. In: Zeitdienst. 1969/39, S. 248ff. und in: Gesammelte Schriften Bd. 3.2
- 20 Jahre kubanische Revolution. In: Rote Fahne. 1973/4, S. 6.  und in: Gesammelte Schriften Bd. 4.2
- Griechenland: Volksfront gegen die faschistische Junta. In: Rote Fahne. 1973/8, S. 3.  und in: Gesammelte Schriften Bd. 3.2
- Darf man über Hitler lachen? Zum 'Großen Diktator' von Charlie Chaplin. In: Dem Volke dienen. 1974/2, S. 4f.
- L'Éducation à la République du Mali – et le rôle du maître. Verlag SLV, Zürich 1982. und in: Gesammelte Schriften Bd. 4.1
- Die Interdependenz von Schule und Ökonomie in der Dritten Welt. 1984. in: Gesammelte Schriften Bd. 4.1
- Annäherungen an einen Behinderungsbegriff des kommunikativen Handelns. Zentralstelle der Studentenschaft, Zürich 1986. und in: Gesammelte Schriften Bd. 2.1
- Der vergessene Krieg in Eritrea. In: Neue Zürcher Zeitung. 1986/269, S. 5.  und in: Gesammelte Schriften Bd. 4.2
- Blinde im umkämpften Eritrea. In: Vierteljahresschrift für Heilpädagogik und ihre Nachbargebiete. 1987/3, S. 492–495. und in: Gesammelte Schriften Bd. 4.2
- Mut zur Utopie – Zur Pädagogik A.S. Makarenkos. Athenäum, Frankfurt am Main 1988. und in: Gesammelte Schriften Bd. 3.1
- Ist Gentechnologie nicht vielmehr Gentechnokratie? In: Pro Infirmis. 1988/5,6, S. 46–51. und in: Gesammelte Schriften Bd. 2.1
- Aufbau des Schulwesens in Eritrea. In: Neue Zürcher Zeitung. 1988/64, S. 97. und in: Gesammelte Schriften Bd. 4.2
- Piagets Theorie der Entwicklung des Zahlbegriffs auf dem Hintergrund der Hegelschen Logik. In: Schweiz. Zeitschrift für Psychologie. 1988/2,3, S. 121–128. und in: Gesammelte Schriften Bd. 3.2
- Der andere Pestalozzi. In: Schweiz. Lehrerzeitung. 1989/3, S. 44/45.
- Der Mensch im Zeitalter seiner technischen Reproduzierbarkeit. In: Vierteljahresschrift für Heilpädagogik und ihre Nachbargebiete. 1989/3, S. 320–326. und in: Gesammelte Schriften Bd. 2.1
- Antonio Gramsci – Note di una vita handicappata. In: Sostegno pedagogico. 1989/3, S. 14–23. und in: Gesammelte Schriften Bd. 2.3
- Welche Schule für welches Afrika? In: Schweiz. Lehrerzeitung. 1989/12, S. 37–40. und in: Gesammelte Schriften Bd. 4.1
- Erziehungsprogramme der französischen Revolution. In: Schweiz. Lehrerzeitung. 1989/14,15, S. 12–14.
- Der Anfang und das Ende meiner Politik ist Erziehung. In: Schweiz. Lehrerzeitung. 1989/25,26, S. 10–13.
- Behinderte Bildung oder Bildung für Behinderte. In: Erwachsenenbildung und Behinderung. 1990/1, S. 8–13. und in: Gesammelte Schriften Bd. 2.2
- Der Idiot. In: Schweiz. Heilpädagogische Rundschau. 1990/3, S. 60–62. und in: Gesammelte Schriften Bd. 2.2
- Der Baum der Erkenntnis ist nicht gleich dem Baum des Lebens. In: Bulletin des Berufsverbandes der Früherzieher. 1990/2 und in: Gesammelte Schriften Bd. 2.1
- Abortion and Infanticide or Quality of Life? In: European Journal of Special Needs Education. 1990/1, S. 43–47. und in: Gesammelte Schriften Bd. 2.2
- Manche freilich müssen drunten leben. In: P. Oberacker (Hrsg.): Durchblicken – Anpacken. Wittwer, Stuttgart 1990. und in: Gesammelte Schriften Bd. 2.3
- Die Geschichte Eritreas – von Adulis nach Asmara. In: E. Furrer-Kreski u. a.: Eritrea-Handbuch. Rio, Zürich 1990. und in: Gesammelte Schriften Bd. 4.2
- Entwicklungsmodell Eritrea – Mit 'self-reliance' zur Prosperität? In: E. Furrer-Kreski u. a.: Eritrea-Handbuch. Rio, Zürich 1990. und in: Gesammelte Schriften Bd. 4.2
- Volksbildung und Erwachsenenbildung an der Schwelle zur Moderne. Verlag VKB, Bern 1990. und in: Gesammelte Schriften Bd. 3.1
- O lê n'glouèlê yiè o lê n'glouèlê – the contradictions between cognitive and social development in mental deficiency and its impact on the adult education of mentally disabled. In: Reader der International Symposium on 'Effective and Responsible Teaching' in Fribourg (Switzerland) the 7th September 1990.
- Wirklich schön – Behinderung und die ästhetische Kategorie des Schönen. In: Pro Infirmis. 1991/3, S. 14–18. und in: Gesammelte Schriften Bd. 2.2
- Der Schlaf der Vernunft gebiert Ungeheuer – Zur Gentechnologie und pränatalen Diagnostik. Edition SZH, Luzern 1991. und in: Gesammelte Schriften Bd. 2.1
- Mimesis oder die Jagd nach Begriffen. In: Pro Infirmis. 1992/3, S. 17–20. und in: Gesammelte Schriften Bd. 2.2
- Sokratischer Pragmatismus oder kritischer Diskurs. In: Ethik und Sozialwissenschaft. 1993/3, S. 408–441. und in: Gesammelte Schriften Bd. 3.2
- Die Peripherie der Peripherie. In: F. Albrecht, G. Weigt (Hrsg.): Behinderte Menschen am Rande der Gesellschaft. IKO, Frankfurt am Main 1993. und in: Gesammelte Schriften Bd. 2.3
- mit Daniela Dittli: Freundschaft – Liebe – Sexualität. Edition SZH, Luzern 1994. und in: Gesammelte Schriften Bd. 2.1
- Der Engel der Behinderten. In: Erwachsenenbildung und Behinderung. 1995/1, S. 15–18. und in: Gesammelte Schriften Bd. 2.2
- Arbeit und Bildung – Beschäftigung und Bildungspolitik. In: DVV Magazin. 1997/3, S. 11–15.
- Die Peripherie des 'global-village'. In: Erwachsenenbildung und Behinderung. 1998/1, S. 6–10. und in: Gesammelte Schriften Bd. 2.2
- Ressourcen – Kompetenzen – Performanz: Kompetenzmanagement für Fachleute der Erwachsenenbildung. hep Verlag, Luzern 2000. und in: Gesammelte Schriften Bd. 1.2
- Selbstgesteuert entwickelte Kompetenzen überprüfen. In: St. Dietrich (Hrsg.): Selbstgesteuertes Lernen. DIE, Frankfurt am Main 2001.
- Quelques pensées critique sur la notion et la pratique de la validation. ARRA, Lausanne 2001.
- La compétence n'est pas une marchandise. 2001/2010. in: Gesammelte Schriften Bd. 1.2
- Wider die Globalisierung des Menschen. In: Chr. Mürner: (Hrsg.): Die Verbesserung des Menschen – Von der Heilpädagogik zur Humangenetik. Edition SZH, Luzern 2002. und in: Gesammelte Schriften Bd. 2.2
- Politische Opportunität oder identitätspsychologische Notwendigkeit? Anerkennung und Validierung von Kompetenzen. In: Grundlagen der Weiterbildung. 2005/2, S. 37–40. und in: Gesammelte Schriften Bd. 1.2
- Das Berner Modell – Ein Instrument für eine kompetenzorientierte Didaktik. hep Verlag, Bern 2009. und in: Gesammelte Schriften Bd. 1.2
- Qualität und Quantität – Nicht alles was zählt, zählt. In: R. Arnold, H. Furrer: Qualität – Eine Herausforderung für die Erwachsenenbildung. hep Verlag, Bern 2010. und in: Gesammelte Schriften Bd. 1.1
- Ist Bildung für Behinderte möglich? In: T. Erzmann, G. Feuser (Hrsg.): Ich fühle mich wie ein Vogel, der aus seinem Nest fliegt. Peter Lang, Frankfurt am Main 2011. und in: Gesammelte Schriften Bd. 2.3
- Didaktische und methodische Überlegungen zur Inklusion in der Erwachsenenbildung. In: K.-E. Ackermann (Hrsg.): Zugänge zur Inklusion. Bertelsmann, Bielefeld 2013.
- Grundsätzliches zur Genderfrage. 2014. in: Gesammelte Schriften Bd. 1.1
- Vygotskij, Gramsci, Lukács, Brecht – un incontro che mai avuto luogo. 2020. in: Gesammelte Schriften Bd. 1.2
- Warum Performanzorientierung? 2021. in: Gesammelte Schriften Bd. 1.2
- Self-reliance and Vocational Education. 2022. in: Gesammelte Schriften Ebd. 5
- Farewell adress – Abschiedsrede in Massawa. 2024. in: Gesammelte Schriften Ebd. 5
- Freude an entfremdeter Arbeit - geht das? Ein Essay zur Arbeitsethik. 2025 in: Gesammelte Schriften Ebd. 5

| Personendaten    | Personendaten                                                     |
| ---------------- | ----------------------------------------------------------------- |
| NAME             | Furrer, Hans                                                      |
| KURZBESCHREIBUNG | schweizerischer Sonderpädagoge, Erwachsenenbildner und Didaktiker |
| GEBURTSDATUM     | 28. September 1946                                                |
| GEBURTSORT       | Zürich                                                            |